# Toy (歌曲)
是由以色列歌手妮塔的歌曲，由多伦·梅达莉、斯塔夫·比格爾創作，後者負責製作的歌曲。單曲於2018年3月11日發行，但在正式上架的前一天被人洩漏在網路上。音樂錄影帶的導演為Keren Hochma。此曲代表以色列參加2018年歐洲歌唱大賽，並獲得當屆賽事冠軍。
歌曲獲得樂評人廣泛好評，「歐視愛好者總會（OGAE）」將它評選為第一喜歡的作品。是歐洲歌唱大賽官方YouTube頻道觀看次數最多的影片，在2018年12月11日成為該頻道第一部破億影片。也被收錄在知名跳舞遊戲《舞力全開2019》中。

## 製作
是首時長3分鐘，有著米兹拉希曲風的電子流行舞曲。除了幾句希伯來語，歌詞大部分由英語構成。以「我不是你的玩具（I'm not your toy）」來喚醒社會正義與女性權益。

## 歐洲歌唱大賽

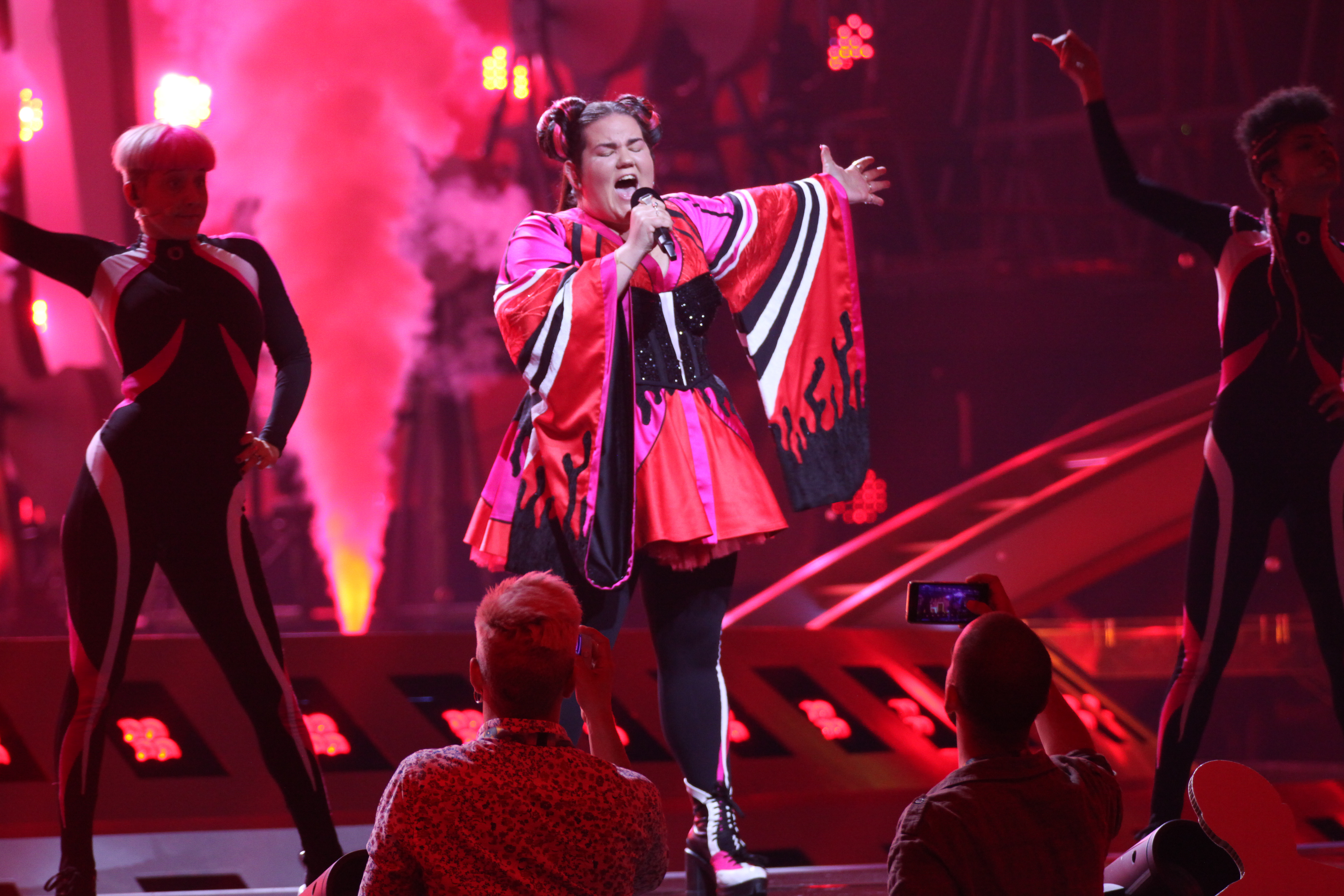
妮塔在2018年歐洲歌唱大賽

以色列廣播局於2017年5月11日被以色列政府下令關門，並由以色列公共廣播公司取代，由於當時以色列公共廣播公司仍在等候歐洲廣播聯盟的申請審核，於是歐洲廣播聯盟特例以色列公共廣播公司能夠參與2018年歐洲歌唱大賽。
自2015年以來，只要是在《閃亮新星》上獲勝的選手都將擁有代表以色列參加歐洲歌唱大賽的權利。2017年，妮塔演唱混搭後的江南Style和跑趴滴答贏得第5季《閃亮新星》。歌曲則透過內部決定。
經過「半決賽分配抽籤」，被安排在5月8日的第一場半決賽（Semi-final 1）。最後妮塔以283分的成績獲得第一場半決賽冠軍，成功進入決賽。在決賽，妮塔以評審得分212分，觀眾得分317分，合計得分529分獲得2018年歐洲歌唱大賽冠軍。成為繼1978年（Izhar Cohen與Alphabeta）、1979年（Milk and Honey）、1998年（达娜国际），第四位抱回歐洲歌唱大賽冠軍的以色列人。

## 專業評價
妮塔的演出受到熱烈迴響，英國《獨立報》將其評為「令人難忘」。《每日電訊報》的夏洛特·朗西（Charlotte Runcie）給予歌曲5星評價，稱讚是首「光彩奪目的流行音樂」，擁有「俏皮的歌詞和強大的歌唱演出」。《南德意志報》的編輯Julian Dörr稱讚妮塔的表現，認為是當之無愧的冠軍。《時代週報》的編輯Jens Balzer給予歌曲正面評價，稱讚歌曲對西方與阿拉伯音樂的融合，時而俏皮時而嚴肅的演出更展現出歌曲不同的樣貌。上屆冠軍薩爾瓦多·索布拉爾給予負面評價，他表這是首「可怕的歌曲」。此外，也因為妮塔在舞台身穿改良和服和招財貓的背景被抨擊為「文化佔用」。呼應「#MeToo」與妮塔猶太人的身分也讓受到反對聲浪。
《獨立報》的班·凱利（Ben Kelly）將歌曲列在「歷屆歐洲歌唱大賽冠軍歌曲排行」第41名，稱其演出古怪，場上充斥著各種雞叫聲和無言亂語，很難不懷疑是皮卡丘上台演出。而在《衛報》的「歷屆歐洲歌唱大賽冠軍歌曲排行」中，記者亚历克西斯·佩特里蒂斯（Alexis Petridis）將其排在第66名，並表示無法忍受怪腔怪調和奇怪的演出。

## 作曲版權爭議
2018年7月3日，《Good Evening with Guy Pines》報導環球音樂集團將對的作曲家多伦·梅达莉、斯塔夫·比格爾提起訴訟。環球音樂集團聲稱的節奏、曲速與白線條樂團的歌曲七國聯軍相似，侵犯了音樂版權。在2019年2月，雙方達成協議，同意將傑克·懷特列為共同作曲家，傑克·懷特除了可以獲得歌曲的版稅，還是歐洲歌唱大賽冠軍歌曲的共同創作者。

## 曲目列表
| 數位音樂下載 | 數位音樂下載 | 數位音樂下載 |
| 曲序         | 曲目         | 时长         |
| ------------ | ------------ | ------------ |
| 1.           | Toy          | 3:00         |

| 數位音樂下載（Sagi Kariv Remixes） | 數位音樂下載（Sagi Kariv Remixes） | 數位音樂下載（Sagi Kariv Remixes） |
| 曲序                               | 曲目                               | 时长                               |
| ---------------------------------- | ---------------------------------- | ---------------------------------- |
| 1.                                 | Toy (Sagi Kariv Remix)             | 3:42                               |
| 2.                                 | Toy (Sagi Kariv Extended Remix)    | 6:12                               |

| 數位音樂下載（Chen Leiba Remixes） | 數位音樂下載（Chen Leiba Remixes） | 數位音樂下載（Chen Leiba Remixes） |
| 曲序                               | 曲目                               | 时长                               |
| ---------------------------------- | ---------------------------------- | ---------------------------------- |
| 1.                                 | Toy (Chen Leiba Remix)             | 3:13                               |
| 2.                                 | Toy (Chen Leiba Instrumental)      | 3:13                               |

## 參與名單
來源：Tidal
人員
- 斯塔夫·比格爾（英语：Stav Beger） – 製作人、作曲、Engineer、鍵盤、母帶工程師、混合工程師、打擊樂器、程序員

- 妮塔 – 作曲
- 多伦·梅达莉（英语：Doron Medalie） – 作曲
- Avshalom Ariel – 編曲
- Daniel Rubin – 背景聲樂
- Maayan Bukris – 背景聲樂
- Liron Carakukly – 背景聲樂
- Shimon Yihye – 吉他
- Ami Ben Abu – 鍵盤
- 傑克·懷特 – 作曲[註 1]

## 排行和銷量認證
| 排行榜（2018－19年）                     | 排名 |
| ---------------------------------------- | ---- |
| 奧地利（Ö3四十強單曲榜）                 | 15   |
| 比利时佛兰德（Ultratop單曲榜）           | 29   |
| 比利時瓦隆（Ultratop單曲榜）             | 19   |
| 捷克（百強數位單曲榜）                   | 88   |
| 芬蘭（芬蘭官方單曲榜）                   | 10   |
| 法國（法國唱片出版業公會單曲榜）         | 16   |
| 德國（德國官方單曲榜）                   | 19   |
| 希臘（國際唱片業協會希臘分會國際單曲榜） | 12   |
| 匈牙利（四十強串流榜）                   | 36   |
| 冰島（RÚV）                              | 9    |
| 愛爾蘭（愛爾蘭唱片協會榜）               | 63   |
| 荷蘭（百強單曲榜）                       | 60   |
| 挪威（VG-lista單曲榜）                   | 19   |
| 蘇格蘭（官方榜單公司單曲榜）             | 28   |
| 西班牙（西班牙音樂製作協會）             | 16   |
| 瑞典（瑞典最熱榜）                       | 5    |
| 瑞士（瑞士热门音乐榜）                   | 34   |
| 英國（官方榜單公司單曲榜）               | 49   |
| 美國（《告示牌》Dance Club Songs）       | 1    |
| 美國（《告示牌》Dance/Electronic Songs） | 11   |

| 排行榜（2018年）                             | 排名 |
| -------------------------------------------- | ---- |
| 美國（《告示牌》Dance Club Songs）           | 48   |
| 美國（《告示牌》Hot Dance/Electronic Songs） | 78   |
| 排行榜（2019年）                             | 排名 |
| 美國（《告示牌》Hot Dance/Electronic Songs） | 45   |

| 國家或地區                   | 認證    | 認證單位/銷量 |
| ---------------------------- | ------- | ------------- |
| 巴西（巴西唱片業協會）       | 2× 白金 | 80,000‡       |
| ‡僅含認證的串流媒體+實際銷量 |         |               |